# 王璠 (弘治進士)
王璠（1465年—？），字景德，直隸大名府長垣縣（今河南長垣縣）人。明朝政治人物。

## 生平
弘治八年（1495年）乙卯科順天鄉試第六十三名舉人。弘治十二年（1499年）己未科會試第一百九十五名，三甲六十八名進士。授宣城知县，正德二年（1507年）六月选授山東道監察御史。四年六月以查盘纠举有遗漏，罚米三百石输送居庸关。

## 家族
曾祖王賜；祖王弘；父王玉。母张氏。具庆下。